# Эггелла (вулкан)
Эггелла — щитовой вулкан на Камчатке. Расположен на западной оси Срединного хребта, на междуречье рек Эггелла и Чавыча. Форма вулкана — пологий щит, несколько вытянутый в северо-восточном направлении, вершина которого заканчивается двумя небольшими шлаковыми конусами. Продукт извержения вулкана — базальт.
Абсолютная высота — 1046 м, по другим данным — 1052 метра. Относительная высота — около 250 м.
До объединения в 2007 году двух субъектов РФ в Камчатский край по вершине вулкана проходила административная граница между Камчатской областью и Корякским автономным округом.

## Топографические карты
- Лист карты O-57-XXXIII Авангай (фрагмент 80 %). Масштаб: 1 : 200 000. Состояние местности на 1972-1979 год. Издание 1986 г.